# Giai đoạn vòng loại và vòng play-off UEFA Champions League 2021-22
Giai đoạn vòng loại và vòng play-off UEFA Champions League 2021-22 bắt đầu vào ngày 22 tháng 6 và kết thúc vào ngày 25 tháng 8 năm 2021.
Tổng cộng có 54 đội cạnh tranh ở hệ thống vòng loại của UEFA Champions League 2021-22, bao gồm giai đoạn vòng loại và vòng play-off, với 43 đội ở Nhóm các đội vô địch và 11 đội ở Nhóm các đội không vô địch. 6 đội thắng ở vòng play-off (4 đội từ Nhóm các đội vô địch, 2 đội từ Nhóm các đội không vô địch) đi tiếp vào vòng bảng, để cùng 26 đội tham dự vào vòng bảng.
Thời gian là CEST (UTC+2), như được liệt kê bởi UEFA (giờ địa phương, nếu khác nhau thì được đặt trong dấu ngoặc đơn).

## Các đội bóng

### Nhóm các đội vô địch
Nhóm các đội vô địch bao gồm tất cả các đội vô địch giải vô địch quốc gia mà không lọt vào thẳng vòng bảng, và bao gồm các vòng đấu sau:
- Vòng sơ loại (4 đội thi đấu vòng bán kết và chung kết một lượt): 4 đội tham dự vào vòng đấu này.
- Vòng loại thứ nhất (32 đội): 31 đội tham dự vào vòng đấu này, và 1 đội thắng của vòng sơ loại.
- Vòng loại thứ hai (20 đội): 4 đội tham dự vào vòng đấu này, và 16 đội thắng của vòng loại thứ nhất.
- Vòng loại thứ ba (12 đội): 2 đội tham dự vào vòng đấu này, và 10 đội thắng của vòng loại thứ hai.
- Vòng play-off (8 đội): 2 đội tham dự vào vòng đấu này, và 6 đội thắng của vòng loại thứ ba.

Tất cả các đội bị loại từ Nhóm các đội vô địch tham dự Europa League hoặc Europa Conference League:
- 3 đội thua của vòng sơ loại và 16 đội thua của vòng loại thứ nhất tham dự vòng loại thứ hai Europa Conference League Nhóm các đội vô địch.
- 1 đội thua được bốc thăm của vòng loại thứ nhất tham dự vòng loại thứ ba Europa Conference League Nhóm các đội vô địch.
- 10 đội thua của vòng loại thứ hai tham dự vòng loại thứ ba Europa League Nhóm các đội vô địch
- 6 đội thua của vòng loại thứ ba tham dự vòng play-off Europa League.
- 4 đội thua của vòng play-off tham dự vòng bảng Europa League.

Dưới đây là các đội tham dự của Nhóm các đội vô địch (với hệ số câu lạc bộ UEFA năm 2021 của họ), được xếp nhóm theo vòng đấu bắt đầu của họ.
| Chú thích màu sắc                                                                                  |
| -------------------------------------------------------------------------------------------------- |
| Đội thắng của vòng play-off đi tiếp vào vòng bảng                                                  |
| Đội thua của vòng play-off tham dự vòng bảng Europa League                                         |
| Đội thua của vòng loại thứ ba tham dự vòng play-off Europa League                                  |
| Đội thua của vòng loại thứ hai tham dự vòng loại thứ ba Europa League                              |
| Đội thua được bốc thăm của vòng loại thứ nhất tham dự vòng loại thứ ba Europa Conference League    |
| Đội thua của vòng sơ loại và vòng loại thứ nhất tham dự vòng loại thứ hai Europa Conference League |

| Đội               | Hệ số  |
| ----------------- | ------ |
| Red Bull Salzburg | 59.000 |
| Brøndby           | 7.000  |

| Đội           | Hệ số  |
| ------------- | ------ |
| Slavia Prague | 43.500 |
| Rangers       | 31.250 |

| Đội               | Hệ số  |
| ----------------- | ------ |
| Olympiacos        | 43.000 |
| Young Boys        | 35.000 |
| Red Star Belgrade | 32.500 |
| Omonia            | 5.550  |

| Đội                  | Hệ số  |
| -------------------- | ------ |
| Dinamo Zagreb        | 44.500 |
| Ludogorets Razgrad   | 28.000 |
| Malmö FF             | 18.500 |
| CFR Cluj             | 16.500 |
| Legia Warsaw         | 16.500 |
| Sheriff Tiraspol     | 14.500 |
| Ferencváros          | 13.500 |
| Shkëndija            | 9.000  |
| Slovan Bratislava    | 7.500  |
| Dinamo Tbilisi       | 6.500  |
| Žalgiris             | 6.500  |
| Alashkert            | 6.500  |
| Flora                | 6.250  |
| Budućnost Podgorica  | 6.000  |
| Kairat               | 6.000  |
| Lincoln Red Imps     | 5.750  |
| Riga                 | 5.500  |
| HJK                  | 5.500  |
| Linfield             | 5.250  |
| Fola Esch            | 5.250  |
| Shakhtyor Soligorsk  | 5.250  |
| Neftçi Baku          | 5.000  |
| Maccabi Haifa        | 4.875  |
| Shamrock Rovers      | 4.750  |
| Connah's Quay Nomads | 4.750  |
| Valur                | 4.250  |
| Bodø/Glimt           | 4.200  |
| Hibernians           | 3.750  |
| Mura                 | 3.000  |
| Teuta                | 2.750  |
| Borac Banja Luka     | 1.600  |

| Đội                   | Hệ số |
| --------------------- | ----- |
| HB Tórshavn           | 2.250 |
| Prishtina             | 2.250 |
| Inter Club d'Escaldes | 1.500 |
| Folgore               | 1.000 |

### Nhóm các đội không vô địch
Nhóm các đội không vô địch bao gồm tất cả các đội không vô địch giải vô địch quốc gia mà không lọt vào thẳng vòng bảng, và bao gồm các vòng đấu sau:
- Vòng loại thứ hai (6 đội): 6 đội tham dự vào vòng đấu này.
- Vòng loại thứ ba (8 đội): 5 đội tham dự vào vòng đấu này, và 3 đội thắng của vòng loại thứ hai.
- Vòng play-off (4 đội): 4 đội thắng của vòng loại thứ ba.

Tất cả các đội bị loại từ Nhóm các đội không vô địch tham dự Europa League:
- 3 đội thua của vòng loại thứ hai tham dự vòng loại thứ ba Nhóm chính.
- 4 đội thua của vòng loại thứ ba và 2 đội thua của vòng play-off tham dự vòng bảng.

Dưới đây là các đội tham dự của Nhóm các đội không vô địch (với hệ số câu lạc bộ UEFA năm 2021 của họ), được xếp nhóm theo vòng đấu bắt đầu của họ.
| Chú thích màu sắc                                                              |
| ------------------------------------------------------------------------------ |
| Đội thắng của vòng play-off đi tiếp vào vòng bảng                              |
| Đội thua của vòng play-off và vòng loại thứ ba tham dự vòng bảng Europa League |
| Đội thua của vòng loại thứ hai tham dự vòng loại thứ ba Europa League          |

| Đội              | Hệ số  |
| ---------------- | ------ |
| Shakhtar Donetsk | 79.000 |
| Benfica          | 58.000 |
| Monaco           | 36.000 |
| Genk             | 30.000 |
| Spartak Moscow   | 18.500 |

| Đội           | Hệ số  |
| ------------- | ------ |
| Celtic        | 34.000 |
| PSV Eindhoven | 29.000 |
| Sparta Prague | 17.500 |
| Rapid Wien    | 17.000 |
| Galatasaray   | 17.000 |
| Midtjylland   | 13.500 |

## Thể thức
Mỗi cặp đấu, ngoại trừ vòng sơ loại, được diễn ra theo thể thức hai lượt, với mỗi đội thi đấu một lượt tại sân nhà. Đội nào có tổng tỉ số cao hơn qua hai lượt đi tiếp vào vòng tiếp theo. Nếu tổng tỉ số bằng nhau sau khi kết thúc thời gian thi đấu chính thức của lượt về, luật bàn thắng sân khách không còn được áp dụng bắt đầu từ mùa giải này. Để xác định đội thắng của cặp đấu, hiệp phụ được diễn ra, và nếu số bàn thắng ghi được bởi cả hai đội bằng nhau trong thời gian hiệp phụ, cặp đấu được định đoạt bằng loạt sút luân lưu. Ở vòng sơ loại, vòng đấu mà các trận bán kết và trận chung kết đấu một lượt được tổ chức bởi một trong các đội bóng tham dự, nếu tỉ số hoà sau khi kết thúc thời gian thi đấu chính thức, hai đội bước vào hiệp phụ, theo sau đó là loạt sút luân lưu nếu tỉ số vẫn hoà.
Ở lễ bốc thăm cho mỗi vòng, các đội được xếp hạt giống dựa trên hệ số câu lạc bộ UEFA của họ tại đầu mùa giải, với các đội được chia vào nhóm hạt giống và nhóm không hạt giống chứa số đội bằng nhau. Đội được xếp hạt giống được bốc thăm để đối đầu với đội không được xếp hạt giống, với thứ tự lượt đấu (hoặc đội "nhà" vì mục đích hành chính ở các trận đấu vòng sơ loại) ở mỗi cặp đấu được xác định bằng việc bốc thăm. Bởi vì danh tính của đội thắng của vòng trước không được biết tại thời điểm bốc thăm, việc phân nhóm hạt giống được tiến hành với giả định rằng đội có hệ số cao hơn của cặp đấu chưa được xác định đi tiếp vào vòng này, nghĩa là nếu đội có hệ số thấp hơn đi tiếp, họ chỉ lấy vị trí hạt giống của đối thủ. Trước lễ bốc thăm, UEFA có thể hình thành "các nhóm" theo như những nguyên tắc được đặt ra bởi Ủy ban giải đấu cấp câu lạc bộ, nhưng họ hoàn toàn muốn thuận tiện cho việc bốc thăm và không giống với bất kỳ nhóm thực sự nào vì mục đích của giải đấu. Các đội từ các hiệp hội có mâu thuẫn chính trị theo quyết định của UEFA có thể không được bốc thăm vào cùng cặp đấu. Sau lễ bốc thăm, thứ tự lượt đấu của một cặp đấu có thể được đảo ngược bởi UEFA vì mâu thuẫn lịch hoặc địa điểm thi đấu.

## Lịch thi đấu
Lịch thi đấu của giải đấu như sau (tất cả các lễ bốc thăm được tổ chức tại trụ sở UEFA ở Nyon, Thụy Sĩ).
| Vòng               | Ngày bốc thăm       | Lượt đi                       | Lượt về                         |
| ------------------ | ------------------- | ----------------------------- | ------------------------------- |
| Vòng sơ loại       | 8 tháng 6 năm 2021  | 22 tháng 6 năm 2021 (bán kết) | 25 tháng 6 năm 2021 (chung kết) |
| Vòng loại thứ nhất | 15 tháng 6 năm 2021 | 6–7 tháng 7 năm 2021          | 13–14 tháng 7 năm 2021          |
| Vòng loại thứ hai  | 16 tháng 6 năm 2021 | 20–21 tháng 7 năm 2021        | 27–28 tháng 7 năm 2021          |
| Vòng loại thứ ba   | 19 tháng 7 năm 2021 | 3–4 tháng 8 năm 2021          | 10 tháng 8 năm 2021             |
| Vòng play-off      | 2 tháng 8 năm 2021  | 17–18 tháng 8 năm 2021        | 24–25 tháng 8 năm 2021          |

## Vòng sơ loại
Lễ bốc thăm cho vòng sơ loại được tổ chức vào ngày 8 tháng 6 năm 2021, lúc 12:00 CEST.

### Xếp hạt giống
Tổng cộng có bốn đội thi đấu ở vòng sơ loại. Việc xếp hạt giống của câc đội cho vòng bán kết được dựa trên hệ số câu lạc bộ UEFA năm 2021 của họ. Đội được bốc thăm đầu tiên ở mỗi cặp đấu ở vòng bán kết và chung kết là đội "nhà" vì mục đích hành chính.
| Hạt giống                 | Không hạt giống                   |
| ------------------------- | --------------------------------- |
| - HB Tórshavn - Prishtina | - Inter Club d'Escaldes - Folgore |

### Nhánh đấu
|  | Bán kết               | Bán kết               |                      |   | Chung kết | Chung kết |
|  |                       |                       |                      |   |           |           |
|  | 22 tháng 6 – Elbasan  |                       |                      |   |           |           |
|  |                       |                       |                      |   |           |           |
|  | Folgore               | 0                     |                      |   |           |           |
|  | Folgore               | 0                     | 25 tháng 6 – Elbasan |   |           |           |
|  | Prishtina             | 2                     |                      |   |           |           |
|  | Prishtina             | 2                     | Prishtina            | 2 |           |           |
|  | 22 tháng 6 – Durrës   |                       | Prishtina            | 2 |           |           |
|  |                       | Inter Club d'Escaldes | 0                    |   |           |           |
|  | HB Tórshavn           | Inter Club d'Escaldes | 0                    | 0 |           |           |
|  | HB Tórshavn           |                       |                      | 0 |           |           |
|  | Inter Club d'Escaldes | 1                     |                      |   |           |           |
|  | Inter Club d'Escaldes | 1                     |                      |   |           |           |

### Tóm tắt
Các trận đấu vòng sơ loại, bao gồm hai trận bán kết vào ngày 22 tháng 6 năm 2021 và trận chung kết vào ngày 25 tháng 6 năm 2021, ban đầu dự kiến được diễn ra tại Gundadalur, Tórshavn ở Quần đảo Faroe, nhưng được dời đi do những hạn chế liên quan đến đại dịch COVID-19 ở Quần đảo Faroe. Các trận đấu được diễn ra ở Albania, với các trận bán kết được diễn ra tại Sân vận động Elbasan, Elbasan và Sân vận động Niko Dovana, Durrës, và trận chung kết được diễn ra tại Sân vận động Elbasan.
Đội thắng của trận chung kết, Prishtina, đi tiếp vào vòng loại thứ nhất. Đội thua của vòng bán kết và trận chung kết được chuyển qua vòng loại thứ hai Europa Conference League Nhóm các đội vô địch.
| Đội 1       | Tỉ số | Đội 2                 |
| ----------- | ----- | --------------------- |
| Folgore     | 0–2   | Prishtina             |
| HB Tórshavn | 0–1   | Inter Club d'Escaldes |

| Đội 1     | Tỉ số | Đội 2                 |
| --------- | ----- | --------------------- |
| Prishtina | 2–0   | Inter Club d'Escaldes |

### Bán kết
| Folgore | 0–2      | Prishtina                      |
| ------- | -------- | ------------------------------ |
|         | Chi tiết | - E. Krasniqi 51' - Hoti 90+1' |

| HB Tórshavn | 0–1      | Inter Club d'Escaldes |
| ----------- | -------- | --------------------- |
|             | Chi tiết | - Betriu 61'          |

### Chung kết
| Prishtina            | 2–0      | Inter Club d'Escaldes |
| -------------------- | -------- | --------------------- |
| E. Krasniqi 45', 58' | Chi tiết |                       |

## Vòng loại thứ nhất
Lễ bốc thăm cho vòng loại thứ nhất được tổ chức vào ngày 15 tháng 6 năm 2021, lúc 12:00 CEST.

### Xếp hạt giống
Tổng cộng có 32 đội thi đấu ở vòng loại thứ nhất: 31 đội tham dự vào vòng đấu này, và 1 đội thắng của vòng sơ loại. Việc xếp hạt giống của các đội được dựa trên hệ số câu lạc bộ UEFA năm 2021 của họ. Đối với đội thắng của vòng sơ loại mà danh tính của họ không được biết tại thời điểm bốc thăm, hệ số câu lạc bộ của đội còn lại có thứ hạng cao nhất được sử dụng. Trước lễ bốc thăm, UEFA hình thành bốn nhóm, mỗi nhóm 4 đội hạt giống và 4 đội không hạt giống theo như những nguyên tắc được đặt ra bởi Ủy ban giải đấu cấp câu lạc bộ. Đội đầu tiên được bốc thăm ở mỗi cặp đấu là đội nhà của trận lượt đi.
| Nhóm 1                                                            | Nhóm 1                                                      | Nhóm 2                                                   | Nhóm 2                                                 |
| Hạt giống                                                         | Không hạt giống                                             | Hạt giống                                                | Không hạt giống                                        |
| ----------------------------------------------------------------- | ----------------------------------------------------------- | -------------------------------------------------------- | ------------------------------------------------------ |
| - Malmö FF - Legia Warsaw - Slovan Bratislava - Lincoln Red Imps  | - Riga - Fola Esch - Shamrock Rovers - Bodø/Glimt           | - CFR Cluj - Shkëndija - Alashkert - Budućnost Podgorica | - HJK - Connah's Quay Nomads - Mura - Borac Banja Luka |
| Nhóm 3                                                            | Nhóm 3                                                      | Nhóm 4                                                   | Nhóm 4                                                 |
| Hạt giống                                                         | Không hạt giống                                             | Hạt giống                                                | Không hạt giống                                        |
| - Ludogorets Razgrad - Sheriff Tiraspol - Dinamo Tbilisi - Kairat | - Shakhtyor Soligorsk - Neftçi Baku - Maccabi Haifa - Teuta | - Dinamo Zagreb - Ferencváros - Žalgiris - Flora         | - Linfield - Valur - Hibernians - Prishtina[†]         |

Ghi chú
1. † Đội thắng của vòng sơ loại mà danh tính của họ không được biết tại thời điểm bốc thăm. Các đội được thể hiện bằng chữ in nghiêng đánh bại đội với hệ số cao hơn, qua đó chiếm lấy hệ số của đối thủ của họ ở lễ bốc thăm.

### Tóm tắt
Lượt đi được diễn ra vào ngày 6 và 7 tháng 7, và lượt về được diễn ra vào ngày 13 và 14 tháng 7 năm 2021.
Đội thắng của các cặp đấu đi tiếp vào vòng loại thứ hai Nhóm các đội vô địch. Đội thua được chuyển qua vòng loại thứ hai Europa Conference League Nhóm các đội vô địch.
| Đội 1                | TTS | Đội 2               | Lượt đi | Lượt về      |
| -------------------- | --- | ------------------- | ------- | ------------ |
| Fola Esch            | 2–7 | Lincoln Red Imps    | 2–2     | 0–5          |
| Slovan Bratislava    | 3–2 | Shamrock Rovers     | 2–0     | 1–2          |
| Malmö FF             | 2–1 | Riga                | 1–0     | 1–1          |
| Bodø/Glimt           | 2–5 | Legia Warsaw        | 2–3     | 0–2          |
| Connah's Quay Nomads | 2–3 | Alashkert           | 2–2     | 0–1 (s.h.p.) |
| HJK                  | 7–1 | Budućnost Podgorica | 3–1     | 4–0          |
| CFR Cluj             | 4–3 | Borac Banja Luka    | 3–1     | 1–2 (s.h.p.) |
| Shkëndija            | 0–6 | Mura                | 0–1     | 0–5          |
| Teuta                | 0–5 | Sheriff Tiraspol    | 0–4     | 0–1          |
| Dinamo Tbilisi       | 2–4 | Neftçi Baku         | 1–2     | 1–2          |
| Maccabi Haifa        | 1–3 | Kairat              | 1–1     | 0–2          |
| Ludogorets Razgrad   | 2–0 | Shakhtyor Soligorsk | 1–0     | 1–0          |
| Ferencváros          | 6–1 | Prishtina           | 3–0     | 3–1          |
| Žalgiris             | 5–2 | Linfield            | 3–1     | 2–1          |
| Flora                | 5–0 | Hibernians          | 2–0     | 3–0          |
| Dinamo Zagreb        | 5–2 | Valur               | 3–2     | 2–0          |

Ghi chú
1. ↑  Đội thua được bốc thăm để nhận suất vào thẳng đến vòng loại thứ ba Europa Conference League.

### Các trận đấu
| Fola Esch                    | 2–2      | Lincoln Red Imps             |
| ---------------------------- | -------- | ---------------------------- |
| - Bensi 65' - Ahmetxheka 66' | Chi tiết | - Carralero 26' - Britto 50' |

| Lincoln Red Imps                                                 | 5–0      | Fola Esch |
| ---------------------------------------------------------------- | -------- | --------- |
| - De Barr 19', 73' - Walker 39' (ph.đ.), 68' (ph.đ.) - Ronan 58' | Chi tiết |           |

Lincoln Red Imps thắng với tổng tỷ số 7–2.
| Slovan Bratislava | 2–0      | Shamrock Rovers |
| ----------------- | -------- | --------------- |
| - Ratão 28', 47'  | Chi tiết |                 |

| Shamrock Rovers                  | 2–1      | Slovan Bratislava |
| -------------------------------- | -------- | ----------------- |
| - Burke 16' (ph.đ.) - Towell 64' | Chi tiết | - Weiss 73'       |

Slovan Bratislava thắng với tổng tỷ số 3–2.
| Malmö FF    | 1–0      | Riga |
| ----------- | -------- | ---- |
| - Čolak 50' | Chi tiết |      |

| Riga           | 1–1      | Malmö FF    |
| -------------- | -------- | ----------- |
| - Paurević 57' | Chi tiết | - Čolak 33' |

Malmö FF thắng với tổng tỷ số 2–1.
| Bodø/Glimt                       | 2–3      | Legia Warsaw                     |
| -------------------------------- | -------- | -------------------------------- |
| - Botheim 45+1' - Pernambuco 78' | Chi tiết | - Luquinhas 2' - Emreli 41', 61' |

| Legia Warsaw                    | 2–0      | Bodø/Glimt |
| ------------------------------- | -------- | ---------- |
| - Luquinhas 40' - Pekhart 90+4' | Chi tiết |            |

Legia Warsaw thắng với tổng tỷ số 5–2.
| Connah's Quay Nomads     | 2–2      | Alashkert             |
| ------------------------ | -------- | --------------------- |
| - Curran 19' - Horan 79' | Chi tiết | - Khurtsidze 21', 45' |

| Alashkert        | 1–0 (s.h.p.) | Connah's Quay Nomads |
| ---------------- | ------------ | -------------------- |
| - Bezecourt 113' | Chi tiết     |                      |

Alashkert thắng với tổng tỷ số 3–2.
| HJK                                        | 3–1      | Budućnost Podgorica     |
| ------------------------------------------ | -------- | ----------------------- |
| - Ro. Riski 5' - Valenčič 7' - Saksela 13' | Chi tiết | - Raičković 35' (ph.đ.) |

| Budućnost Podgorica | 0–4      | HJK                                           |
| ------------------- | -------- | --------------------------------------------- |
|                     | Chi tiết | - Ro. Riski 6', 49' - Valenčič 35' - Jair 40' |

HJK thắng với tổng tỷ số 7–1.
| CFR Cluj                                   | 3–1      | Borac Banja Luka |
| ------------------------------------------ | -------- | ---------------- |
| - Omrani 11' - Deac 28' - Sigurjónsson 60' | Chi tiết | - Moraitis 45+1' |

| Borac Banja Luka             | 2–1 (s.h.p.) | CFR Cluj       |
| ---------------------------- | ------------ | -------------- |
| - Vranješ 60' - Moraitis 64' | Chi tiết     | - Chipciu 118' |

CFR Cluj thắng với tổng tỷ số 4–3.
| Shkëndija | 0–1      | Mura                    |
| --------- | -------- | ----------------------- |
|           | Chi tiết | - Bobičanec 28' (ph.đ.) |

| Mura                                                        | 5–0      | Shkëndija |
| ----------------------------------------------------------- | -------- | --------- |
| - Bobičanec 25' - Kouter 45+1' - Klepač 55', 87' - Kous 64' | Chi tiết |           |

Mura thắng với tổng tỷ số 6–0.
| Teuta | 0–4      | Sheriff Tiraspol                                   |
| ----- | -------- | -------------------------------------------------- |
|       | Chi tiết | - Luvannor 15', 45+1' - Traoré 56' - Castañeda 89' |

| Sheriff Tiraspol | 1–0      | Teuta |
| ---------------- | -------- | ----- |
| - Traoré 6'      | Chi tiết |       |

Sheriff Tiraspol thắng với tổng tỷ số 5–0.
| Dinamo Tbilisi | 1–2      | Neftçi Baku                            |
| -------------- | -------- | -------------------------------------- |
| - Marušić 36'  | Chi tiết | - Alaskarov 23' - Mahmudov 57' (ph.đ.) |

| Neftçi Baku                            | 2–1      | Dinamo Tbilisi |
| -------------------------------------- | -------- | -------------- |
| - Mahmudov 58' (ph.đ.) - Alaskarov 68' | Chi tiết | - Radin 51'    |

Neftçi Baku thắng với tổng tỷ số 4–2.
| Maccabi Haifa | 1–1      | Kairat     |
| ------------- | -------- | ---------- |
| - Atzili 45'  | Chi tiết | - Alip 76' |

| Kairat                         | 2–0      | Maccabi Haifa |
| ------------------------------ | -------- | ------------- |
| - Vágner Love 10' - Abiken 66' | Chi tiết |               |

Kairat thắng với tổng tỷ số 3–1.
| Ludogorets Razgrad | 1–0      | Shakhtyor Soligoskr |
| ------------------ | -------- | ------------------- |
| - Cauly 90+2'      | Chi tiết |                     |

| Shakhtyor Soligorsk | 0–1      | Ludogorets Razgrad |
| ------------------- | -------- | ------------------ |
|                     | Chi tiết | - Despodov 71'     |

Ludogorets Razgrad thắng với tổng tỷ số 2–0.
| Ferencváros                             | 3–0      | Prishtina |
| --------------------------------------- | -------- | --------- |
| - Nguen 71' - R. Mmaee 74' - Blažič 78' | Chi tiết |           |

| Prishtina  | 1–3      | Ferencváros           |
| ---------- | -------- | --------------------- |
| - Hoti 67' | Chi tiết | - Uzuni 49', 80', 86' |

Ferencváros thắng với tổng tỷ số 6–1.
| Žalgiris                                        | 3–1      | Linfield       |
| ----------------------------------------------- | -------- | -------------- |
| - Vidémont 38' - Kiš 45' (ph.đ.) - Sylvestr 67' | Chi tiết | - Manzinga 54' |

| Linfield              | 1–2      | Žalgiris                     |
| --------------------- | -------- | ---------------------------- |
| - Shields 66' (ph.đ.) | Chi tiết | - Mikoliūnas 17' - Onazi 44' |

Žalgiris thắng với tổng tỷ số 5–2.
| Flora               | 2–0      | Hibernians |
| ------------------- | -------- | ---------- |
| - Sappinen 75', 89' | Chi tiết |            |

| Hibernians | 0–3      | Flora                                      |
| ---------- | -------- | ------------------------------------------ |
|            | Chi tiết | - Zenjov 25' - Sappinen 33' - Reinkort 87' |

Flora thắng với tổng tỷ số 5–0.
| Dinamo Zagreb                       | 3–2      | Valur                                |
| ----------------------------------- | -------- | ------------------------------------ |
| - Ademi 8', 72' - Majer 41' (ph.đ.) | Chi tiết | - K. Sigurðsson 88' - Adolphsson 90' |

| Valur | 0–2      | Dinamo Zagreb              |
| ----- | -------- | -------------------------- |
|       | Chi tiết | - Ivanušec 31' - Oršić 89' |

Dinamo Zagreb thắng với tổng tỷ số 5–2.

## Vòng loại thứ hai
Lễ bốc thăm cho vòng loại thứ hai được tổ chức vào ngày 16 tháng 6 năm 2021, lúc 12:00 CEST.

### Xếp hạt giống
Tổng cộng có 26 đội thi đấu ở vòng loại thứ hai. Họ được chia làm hai nhóm:
- Nhóm các đội vô địch (20 đội): 4 đội tham dự vào vòng đấu này, và 16 đội thắng của vòng loại thứ nhất.
- Nhóm các đội không vô địch (6 đội): 6 đội tham dự vào vòng đấu này.

Việc xếp hạt giống của các đội được dựa trên hệ số câu lạc bộ UEFA năm 2021 của họ. Đối với các đội thắng của vòng loại thứ nhất mà danh tính của họ không được biết tại thời điểm bốc thăm, hệ số câu lạc bộ của đội còn lại có thứ hạng cao nhất ở mỗi cặp đấu được sử dụng. Trước lễ bốc thăm, UEFA hình thành ba nhóm ở Nhóm các đội vô địch, hai nhóm 3 đội hạt giống và 3 đội không hạt giống, và một nhóm 4 đội hạt giống và 4 đội không hạt giống, theo như những nguyên tắc được đặt ra bởi Ủy ban giải đấu cấp câu lạc bộ, trong khi ở Nhóm các đội không vô địch có 3 đội hạt giống và 3 đội không hạt giống. Đội đầu tiên được bốc thăm ở mỗi cặp đấu là đội nhà của trận lượt đi.
| Nhóm 1                                            | Nhóm 1                                     | Nhóm 2                                                 | Nhóm 2                                      | Nhóm 3                                                               | Nhóm 3                                                 |
| Hạt giống                                         | Không hạt giống                            | Hạt giống                                              | Không hạt giống                             | Hạt giống                                                            | Không hạt giống                                        |
| ------------------------------------------------- | ------------------------------------------ | ------------------------------------------------------ | ------------------------------------------- | -------------------------------------------------------------------- | ------------------------------------------------------ |
| - Dinamo Zagreb[†] - Young Boys - Legia Warsaw[†] | - Slovan Bratislava[†] - Flora[†] - Omonia | - Olympiacos - Red Star Belgrade - Sheriff Tiraspol[†] | - Alashkert[†] - Neftçi Baku[†] - Kairat[†] | - Ludogorets Razgrad[†] - Malmö FF[†] - CFR Cluj[†] - Ferencváros[†] | - Mura[†] - Žalgiris[†] - HJK[†] - Lincoln Red Imps[†] |

Ghi chú
1. † Đội thắng của vòng loại thứ nhất mà danh tính của họ không được biết tại thời điểm bốc thăm. Các đội được thể hiện bằng chữ in nghiêng đánh bại đội với hệ số cao hơn, qua đó chiếm lấy hệ số của đối thủ của họ ở lễ bốc thăm.

| Hạt giống                                | Không hạt giống                          |
| ---------------------------------------- | ---------------------------------------- |
| - Celtic - PSV Eindhoven - Sparta Prague | - Rapid Wien - Galatasaray - Midtjylland |

### Tóm tắt
Lượt đi được diễn ra vào ngày 20 và 21 tháng 7, và lượt về được diễn ra vào ngày 27 và 28 tháng 7 năm 2021.
Đội thắng của các cặp đấu đi tiếp vào vòng loại thứ ba của nhóm tương ứng của các đội. Đội thua thuộc Nhóm các đội vô địch được chuyển qua vòng loại thứ ba Europa League Nhóm các đội vô địch, trong khi đội thua thuộc Nhóm các đội không vô địch được chuyển qua vòng loại thứ ba Europa League Nhóm chính.
| Đội 1             | TTS | Đội 2              | Lượt đi | Lượt về |
| ----------------- | --- | ------------------ | ------- | ------- |
| Dinamo Zagreb     | 3–0 | Omonia             | 2–0     | 1–0     |
| Slovan Bratislava | 2–3 | Young Boys         | 0–0     | 2–3     |
| Legia Warsaw      | 3–1 | Flora              | 2–1     | 1–0     |
| Alashkert         | 1–4 | Sheriff Tiraspol   | 0–1     | 1–3     |
| Olympiacos        | 2–0 | Neftçi Baku        | 1–0     | 1–0     |
| Kairat            | 2–6 | Red Star Belgrade  | 2–1     | 0–5     |
| Lincoln Red Imps  | 1–4 | CFR Cluj           | 1–2     | 0–2     |
| Malmö FF          | 4–3 | HJK                | 2–1     | 2–2     |
| Ferencváros       | 5–1 | Žalgiris           | 2–0     | 3–1     |
| Mura              | 1–3 | Ludogorets Razgrad | 0–0     | 1–3     |

| Đội 1         | TTS | Đội 2         | Lượt đi | Lượt về      |
| ------------- | --- | ------------- | ------- | ------------ |
| Rapid Wien    | 2–3 | Sparta Prague | 2–1     | 0–2          |
| Celtic        | 2–3 | Midtjylland   | 1–1     | 1–2 (s.h.p.) |
| PSV Eindhoven | 7–2 | Galatasaray   | 5–1     | 2–1          |

### Nhóm các đội vô địch
| Dinamo Zagreb           | 2–0      | Omonia |
| ----------------------- | -------- | ------ |
| - Majer 65' - Jakić 81' | Chi tiết |        |

| Omonia | 0–1      | Dinamo Zagreb |
| ------ | -------- | ------------- |
|        | Chi tiết | - Menalo 79'  |

Dinamo Zagreb thắng với tổng tỷ số 3–0.
| Slovan Bratislava | 0–0      | Young Boys |
| ----------------- | -------- | ---------- |
|                   | Chi tiết |            |

| Young Boys                                            | 3–2      | Slovan Bratislava              |
| ----------------------------------------------------- | -------- | ------------------------------ |
| - Siebatcheu 10' (ph.đ.) - Garcia 24' - Aebischer 49' | Chi tiết | - Kanga 60' (l.n.) - Henty 62' |

Young Boys thắng với tổng tỷ số 3–2.
| Legia Warsaw                | 2–1      | Flora          |
| --------------------------- | -------- | -------------- |
| - Kapustka 3' - Lopes 90+1' | Chi tiết | - Sappinen 53' |

| Flora | 0–1      | Legia Warsaw |
| ----- | -------- | ------------ |
|       | Chi tiết | - Lopes 67'  |

Legia Warsaw thắng với tổng tỷ số 3–1.
| Alashkert | 0–1      | Sheriff Tiraspol |
| --------- | -------- | ---------------- |
|           | Chi tiết | Luvannor 84'     |

| Sheriff Tiraspol                                 | 3–1      | Alashkert    |
| ------------------------------------------------ | -------- | ------------ |
| - Dulanto 15' - Luvannor 23' - Thill 87' (ph.đ.) | Chi tiết | - Glišić 10' |

Sheriff Tiraspol thắng với tổng tỷ số 4–1.
| Olympiakos   | 1–0      | Neftçi Baku |
| ------------ | -------- | ----------- |
| - Camara 29' | Chi tiết |             |

| Neftçi Baku | 0–1      | Olympiacos     |
| ----------- | -------- | -------------- |
|             | Chi tiết | - Masouras 15' |

Olympiacos thắng với tổng tỷ số 2–0.
| Kairat                    | 2–1      | Red Star Belgrade      |
| ------------------------- | -------- | ---------------------- |
| - Kanté 24' - Bagnack 79' | Chi tiết | - Mikanović 57' (l.n.) |

| Red Star Belgrade                                    | 5–0      | Kairat |
| ---------------------------------------------------- | -------- | ------ |
| - Katai 9', 42' - Diony 21' - Ivanić 49' - Falco 56' | Chi tiết |        |

Red Star Belgrade thắng với tổng tỷ số 6–2.
| Lincoln Red Imps | 1–2      | CFR Cluj            |
| ---------------- | -------- | ------------------- |
| - Rosa 45'       | Chi tiết | - Debeljuh 52', 58' |

| CFR Cluj                        | 2–0      | Lincoln Red Imps |
| ------------------------------- | -------- | ---------------- |
| - Cestor 18' - Sigurjónsson 58' | Chi tiết |                  |

CFR Cluj thắng với tổng tỷ số 4–1.
| Malmö FF                         | 2–1      | HJK             |
| -------------------------------- | -------- | --------------- |
| - Čolak 45+1' - Christiansen 74' | Chi tiết | - Ro. Riski 68' |

| HJK                        | 2–2      | Malmö FF                             |
| -------------------------- | -------- | ------------------------------------ |
| - Tenho 1' - Ri. Riski 78' | Chi tiết | - Christiansen 10' - Birmančević 76' |

Malmö FF thắng với tổng tỷ số 4–3.
| Ferencváros             | 2–0      | Žalgiris |
| ----------------------- | -------- | -------- |
| - Uzuni 25' - Nguen 39' | Chi tiết |          |

| Žalgiris     | 1–3      | Ferencváros                     |
| ------------ | -------- | ------------------------------- |
| - Diaw 90+3' | Chi tiết | - R. Mmaee 44', 72' - Mak 90+4' |

Ferencváros thắng với tổng tỷ số 5–1.
| Mura | 0–0      | Ludogorets Razgrad |
| ---- | -------- | ------------------ |
|      | Chi tiết |                    |

| Ludogorets Razgrad                   | 3–1      | Mura         |
| ------------------------------------ | -------- | ------------ |
| - Sotiriou 4' - Manu 82' - Cauly 90' | Chi tiết | - Horvat 64' |

Ludogorets Razgrad thắng với tổng tỷ số 3–1.

### Nhóm các đội không vô địch
| Rapid Wien             | 2–1      | Sparta Prague  |
| ---------------------- | -------- | -------------- |
| - Knasmüllner 63', 71' | Chi tiết | - Krejčí II 3' |

| Sparta Prague                      | 2–0      | Rapid Wien |
| ---------------------------------- | -------- | ---------- |
| - Karlsson 16' (ph.đ.) - Pešek 81' | Chi tiết |            |

Sparta Prague thắng với tổng tỷ số 3–2.
| Celtic      | 1–1      | Midtjylland   |
| ----------- | -------- | ------------- |
| - Abada 39' | Chi tiết | - Evander 66' |

| Midtjylland                | 2–1 (s.h.p.) | Celtic         |
| -------------------------- | ------------ | -------------- |
| - Mabil 61' - Onyedika 94' | Chi tiết     | - McGregor 48' |

Midtjylland thắng với tổng tỷ số 3–2.
| PSV Eindhoven                          | 5–1      | Galatasaray  |
| -------------------------------------- | -------- | ------------ |
| - Zahavi 2', 35', 84' - Götze 51', 88' | Chi tiết | - Kılınç 42' |

| Galatasaray  | 1–2      | PSV Eindhoven                  |
| ------------ | -------- | ------------------------------ |
| - Diagne 84' | Chi tiết | - Madueke 37' - Van Ginkel 59' |

PSV Eindhoven thắng với tổng tỷ số 7–2.

## Vòng loại thứ ba
Lễ bốc thăm cho vòng loại thứ ba được tổ chức vào ngày 19 tháng 7 năm 2021, lúc 12:00 CEST.

### Xếp hạt giống
Tổng cộng có 20 đội thi đấu ở vòng loại thứ ba. Họ được chia làm hai nhóm:
- Nhóm các đội vô địch (12 đội): 2 đội tham dự vào vòng đấu này, và 10 đội thắng của vòng loại thứ hai (Nhóm các đội vô địch).
- Nhóm các đội không vô địch (8 đội): 5 đội tham dự vào vòng đấu này, and 3 đội thắng của vòng loại thứ hai (Nhóm các đội không vô địch).

Việc xếp hạt giống của các đội được dựa trên hệ số câu lạc bộ UEFA năm 2021 của họ. Đối với các đội thắng của vòng loại thứ hai mà danh tính của họ không được biết tại thời điểm bốc thăm, hệ số câu lạc bộ của đội còn lại có thứ hạng cao nhất ở mỗi cặp đấu được sử dụng. Các đội từ Ukraina (Shakhtar Donetsk) và Nga (Spartak Moscow) ở Nhóm các đội không vô địch không thể được bốc thăm để đối đầu với nhau. Đội đầu tiên được bốc thăm ở mỗi cặp đấu là đội nhà của trận lượt đi.
| Nhóm 1                                             | Nhóm 1                                                  | Nhóm 2                                           | Nhóm 2                                               |
| Hạt giống                                          | Không hạt giống                                         | Hạt giống                                        | Không hạt giống                                      |
| -------------------------------------------------- | ------------------------------------------------------- | ------------------------------------------------ | ---------------------------------------------------- |
| - Dinamo Zagreb[†] - Olympiacos[†] - Young Boys[†] | - Ludogorets Razgrad[†] - CFR Cluj[†] - Legia Warsaw[†] | - Slavia Prague - Red Star Belgrade[†] - Rangers | - Malmö FF[†] - Sheriff Tiraspol[†] - Ferencváros[†] |

| Hạt giống                                              | Không hạt giống                                               |
| ------------------------------------------------------ | ------------------------------------------------------------- |
| - Shakhtar Donetsk - Benfica - Monaco - Midtjylland[†] | - Genk - PSV Eindhoven[†] - Spartak Moscow - Sparta Prague[†] |

Ghi chú
1. † Đội thắng của vòng loại thứ hai mà danh tính của họ không được biết tại thời điểm bốc thăm. Các đội được thể hiện bằng chữ in nghiêng đánh bại đội với hệ số cao hơn, qua đó chiếm lấy hệ số của đối thủ của họ ở lễ bốc thăm.

### Tóm tắt
Lượt đi được diễn ra vào ngày 3 và 4 tháng 8, và lượt vể được diễn ra vào ngày 10 tháng 8 năm 2021.
Đội thắng của các cặp đấu đi tiếp vào vòng play-off của nhóm tương ứng của các đội. Đội thua thuộc Nhóm các đội vô địch được chuyển qua vòng play-off Europa League, trong khi đội thua thuộc Nhóm các đội không vô địch được chuyển qua vòng bảng Europa League.
| Đội 1             | TTS         | Đội 2              | Lượt đi | Lượt về      |
| ----------------- | ----------- | ------------------ | ------- | ------------ |
| Dinamo Zagreb     | 2–1         | Legia Warsaw       | 1–1     | 1–0          |
| CFR Cluj          | 2–4         | Young Boys         | 1–1     | 1–3          |
| Olympiacos        | 3–3 (1–4 p) | Ludogorets Razgrad | 1–1     | 2–2 (s.h.p.) |
| Red Star Belgrade | 1–2         | Sheriff Tiraspol   | 1–1     | 0–1          |
| Malmö FF          | 4–2         | Rangers            | 2–1     | 2–1          |
| Ferencváros       | 2–1         | Slavia Prague      | 2–0     | 0–1          |

| Đội 1          | TTS | Đội 2            | Lượt đi | Lượt về |
| -------------- | --- | ---------------- | ------- | ------- |
| PSV Eindhoven  | 4–0 | Midtjylland      | 3–0     | 1–0     |
| Spartak Moscow | 0–4 | Benfica          | 0–2     | 0–2     |
| Genk           | 2–4 | Shakhtar Donetsk | 1–2     | 1–2     |
| Sparta Prague  | 1–5 | Monaco           | 0–2     | 1–3     |

### Nhóm các đội vô địch
| Dinamo Zagreb  | 1–1      | Legia Warsaw |
| -------------- | -------- | ------------ |
| - Petković 60' | Chi tiết | - Muçi 82'   |

| Legia Warsaw | 0–1      | Dinamo Zagreb |
| ------------ | -------- | ------------- |
|              | Chi tiết | - Franjić 20' |

Dinamo Zagreb thắng với tổng tỷ số 2–1.
| CFR Cluj   | 1–1      | Young Boys     |
| ---------- | -------- | -------------- |
| - Manea 4' | Chi tiết | - Sierro 90+3' |

| Young Boys                           | 3–1      | CFR Cluj    |
| ------------------------------------ | -------- | ----------- |
| - Siebatcheu 23', 42' - Ngamaleu 25' | Chi tiết | - Omrani 4' |

Young Boys thắng với tổng tỷ số 4–2.
| Olympiacos      | 1–1      | Ludogorets Razgrad |
| --------------- | -------- | ------------------ |
| - A. Camara 87' | Chi tiết | - Despodov 50'     |

| Ludogorets Razgrad                         | 2–2 (s.h.p.) | Olympiacos                          |
| ------------------------------------------ | ------------ | ----------------------------------- |
| - Semedo 49' (l.n.) - Sotiriou 57' (ph.đ.) | Chi tiết     | - M'Vila 31' - El-Arabi 68' (ph.đ.) |
| Loạt sút luân lưu                          |              |                                     |
| Sotiriou · Santana · Verdon · Cicinho      | 4–1          | Valbuena · Hassan · Lala            |

Tổng tỷ số 3–3. Ludogorets Razgrad thắng 4–1 trên chấm luân lưu.
| Red Star Belgrade | 1–1      | Sheriff Tiraspol |
| ----------------- | -------- | ---------------- |
| - Diony 45+1'     | Chi tiết | - Castañeda 33'  |

| Sheriff Tiraspol | 1–0      | Red Star Belgrade |
| ---------------- | -------- | ----------------- |
| - Arboleda 45+2' | Chi tiết |                   |

Sheriff Tiraspol thắng với tổng tỷ số 2–1.
| Malmö FF                      | 2–1      | Rangers       |
| ----------------------------- | -------- | ------------- |
| - Rieks 47' - Birmančević 49' | Chi tiết | - Davis 90+5' |

| Rangers       | 1–2      | Malmö FF         |
| ------------- | -------- | ---------------- |
| - Morelos 19' | Chi tiết | - Čolak 53', 58' |

Malmö FF thắng với tổng tỷ số 4–2.
| Ferencváros                                   | 2–0      | Slavia Prague |
| --------------------------------------------- | -------- | ------------- |
| - Kacharaba 44' (l.n.) - Kharatin 50' (ph.đ.) | Chi tiết |               |

| Slavia Prague  | 1–0      | Ferencváros |
| -------------- | -------- | ----------- |
| - Masopust 36' | Chi tiết |             |

Ferencváros thắng với tổng tỷ số 2–1.

### Nhóm các đội không vô địch
| PSV Eindhoven                         | 3–0      | Midtjylland |
| ------------------------------------- | -------- | ----------- |
| - Madueke 19' - Götze 29' - Gakpo 32' | Chi tiết |             |

| Midtjylland | 0–1      | PSV Eindhoven |
| ----------- | -------- | ------------- |
|             | Chi tiết | - Bruma 90+3' |

PSV Eindhoven thắng với tổng tỷ số 4–0.
| Spartak Moscow | 0–2      | Benfica                   |
| -------------- | -------- | ------------------------- |
|                | Chi tiết | - Rafa 51' - Gilberto 74' |

| Benfica                          | 2–0      | Spartak Moscow |
| -------------------------------- | -------- | -------------- |
| - Mário 58' - Gigot 90+2' (l.n.) | Chi tiết |                |

Benfica thắng với tổng tỷ số 4–0.
| Genk          | 1–2      | Shakhtar Donetsk                 |
| ------------- | -------- | -------------------------------- |
| - Onuachu 39' | Chi tiết | - Tetê 63' (ph.đ.) - Patrick 81' |

| Shakhtar Donetsk                  | 2–1      | Genk          |
| --------------------------------- | -------- | ------------- |
| - Traoré 27' - Marcos Antônio 76' | Chi tiết | - Dessers 90' |

Shakhtar Donetsk thắng với tổng tỷ số 4–2.
| Sparta Prague | 0–2      | Monaco                         |
| ------------- | -------- | ------------------------------ |
|               | Chi tiết | - Tchouaméni 37' - Volland 59' |

| Monaco                                 | 3–1      | Sparta Prague  |
| -------------------------------------- | -------- | -------------- |
| - Martins 50' - Golovin 56' - Diop 81' | Chi tiết | - Karlsson 78' |

Monaco thắng với tổng tỷ số 5–1.

## Vòng play-off
Lễ bốc thăm cho vòng play-off được tổ chức vào ngày 2 tháng 8 năm 2021, lúc 12:00 CEST.

### Xếp hạt giống
Tổng cộng có 12 đội thi đấu ở vòng play-off. Họ được chia làm hai nhóm:
- Nhóm các đội vô địch (8 đội): 2 đội tham dự vào vòng đấu này, và 6 đội thắng của vòng loại thứ ba (Nhóm các đội vô địch).
- Nhóm các đội không vô địch (4 đội): 4 đội thắng của vòng loại thứ ba (Nhóm các đội không vô địch).

Việc xếp hạt giống của các đội được dựa trên hệ số câu lạc bộ UEFA năm 2021 của họ. Đối với các đội thắng của vòng loại thứ ba mà danh tính của họ không được biết tại thời điểm bốc thăm, hệ số câu lạc bộ của đội còn lại có thứ hạng cao nhất được sử dụng. Ở Nhóm các đội vô địch có 4 đội hạt giống và 4 đội không hạt giống, còn ở Nhóm các đội không vô địch có 2 đội hạt giống và 2 đội không hạt giống. Đội đầu tiên được bốc thăm ở mỗi cặp đấu là đội nhà của trận lượt đi.
| Hạt giống                                                                       | Không hạt giống                                                |
| ------------------------------------------------------------------------------- | -------------------------------------------------------------- |
| - Red Bull Salzburg - Dinamo Zagreb[†] - Ferencváros[†] - Ludogorets Razgrad[†] | - Young Boys [†] - Sheriff Tiraspol[†] - Malmö FF[†] - Brøndby |

| Hạt giống                          | Không hạt giống                |
| ---------------------------------- | ------------------------------ |
| - Shakhtar Donetsk[†] - Benfica[†] | - Monaco[†] - PSV Eindhoven[†] |

Ghi chú
1. † Đội thắng của vòng loại thứ ba mà danh tính của họ không được biết tại thời điểm bốc thăm. Các đội được thể hiện bằng chữ in nghiêng đánh bại đội với hệ số cao hơn, qua đó chiếm lấy hệ số của đối thủ của họ ở lễ bốc thăm.

### Tóm tắt
Lượt đi được diễn ra vào ngày 17 và 18 tháng 8, và lượt về được diễn ra vào ngày 24 và 25 tháng 8 năm 2021.
Đội thắng của các cặp đấu đi tiếp vào vòng bảng. Đội thua được chuyển qua vòng bảng Europa League.
| Đội 1             | TTS | Đội 2              | Lượt đi | Lượt về |
| ----------------- | --- | ------------------ | ------- | ------- |
| Red Bull Salzburg | 4–2 | Brøndby            | 2–1     | 2–1     |
| Young Boys        | 6–4 | Ferencváros        | 3–2     | 3–2     |
| Malmö FF          | 3–2 | Ludogorets Razgrad | 2–0     | 1–2     |
| Sheriff Tiraspol  | 3–0 | Dinamo Zagreb      | 3–0     | 0–0     |

| Đội 1   | TTS | Đội 2            | Lượt đi | Lượt về      |
| ------- | --- | ---------------- | ------- | ------------ |
| Monaco  | 2–3 | Shakhtar Donetsk | 0–1     | 2–2 (s.h.p.) |
| Benfica | 2–1 | PSV Eindhoven    | 2–1     | 0–0          |

### Nhóm các đội vô địch
| Red Bull Salzburg            | 2–1      | Brøndby   |
| ---------------------------- | -------- | --------- |
| - Adeyemi 56' - Aaronson 90' | Chi tiết | - Uhre 4' |

| Brøndby     | 1–2      | Red Bull Salzburg         |
| ----------- | -------- | ------------------------- |
| - Maxsø 62' | Chi tiết | - Šeško 4' - Aaronson 10' |

Red Bull Salzburg thắng với tổng tỷ số 4–2.
| Young Boys                           | 3–2      | Ferencváros     |
| ------------------------------------ | -------- | --------------- |
| - Elia 16' - Sierro 40' - Garcia 65' | Chi tiết | - Boli 14', 82' |

| Ferencváros                | 2–3      | Young Boys                                    |
| -------------------------- | -------- | --------------------------------------------- |
| - Wingo 18' - R. Mmaee 27' | Chi tiết | - Zesiger 4' - Fassnacht 56' - Mambimbi 90+3' |

Young Boys thắng với tổng tỷ số 6–4.
| Malmö FF                       | 2–0      | Ludogorets Razgrad |
| ------------------------------ | -------- | ------------------ |
| - Birmančević 26' - Berget 61' | Chi tiết |                    |

| Ludogorets Razgrad                     | 2–1      | Malmö FF          |
| -------------------------------------- | -------- | ----------------- |
| - Nedyalkov 10' - Sotiriou 60' (ph.đ.) | Chi tiết | - Birmančević 42' |

Malmö FF thắng với tổng tỷ số 3–2.
| Sheriff Tiraspol                | 3–0      | Dinamo Zagreb |
| ------------------------------- | -------- | ------------- |
| - Traoré 45', 80' - Kolovos 54' | Chi tiết |               |

| Dinamo Zagreb | 0–0      | Sheriff Tiraspol |
| ------------- | -------- | ---------------- |
|               | Chi tiết |                  |

Sheriff Tiraspol thắng với tổng tỷ số 3–0.

### Nhóm các đội không vô địch
| Monaco | 0–1      | Shakhtar Donetsk |
| ------ | -------- | ---------------- |
|        | Chi tiết | - Pedrinho 19'   |

| Shakhtar Donetsk                   | 2–2 (s.h.p.) | Monaco                |
| ---------------------------------- | ------------ | --------------------- |
| - Marlos 74' - Aguilar 114' (l.n.) | Chi tiết     | - Ben Yedder 18', 39' |

Shakhtar Donetsk thắng với tổng tỷ số 3–2.
| Benfica                 | 2–1      | PSV Eindhoven |
| ----------------------- | -------- | ------------- |
| - Silva 10' - Weigl 42' | Chi tiết | - Gakpo 51'   |

| PSV Eindhoven | 0–0      | Benfica |
| ------------- | -------- | ------- |
|               | Chi tiết |         |

Benfica thắng với tổng tỷ số 2–1.